# ریچموند هیل (کارولینای شمالی)
ریچموند هیل (به انگلیسی: Richmond Hill) یک منطقهٔ مسکونی در ایالات متحده آمریکا است که در شهرستان یادکین، کارولینای شمالی واقع شده‌است.